# Heterobemisia alba
Heterobemisia alba es un hemíptero de la familia Aleyrodidae, con una subfamilia: Aleyrodinae.
Heterobemisia alba fue descrita científicamente por primera vez por Takahashi en 1957.